# Crossotonotus spinipes
Crossotonotus spinipes is een krabbensoort uit de familie van de Crossotonotidae. De wetenschappelijke naam van de soort is voor het eerst geldig gepubliceerd in 1888 door De Man.